# Horst Gundermann
Horst Gundermann (* 6. Mai 1922 in Berlin; † 8. September 2013 in Heidelberg) war ein deutscher Mediziner, Phoniater und Hochschullehrer.

## Leben und Wirken
Nach seiner Reifeprüfung 1940 in Berlin leistete Horst Gundermann Kriegsdienst im Zweiten Weltkrieg und geriet 1941 als Soldat im Afrikakorps von Erwin Rommel längere Zeit in amerikanische Kriegsgefangenschaft, die er in den USA, Kanada und Großbritannien verbrachte. 1946 kehrte er nach Berlin zurück und nahm zunächst Schauspielunterricht. Nach einiger Zeit als Schauspieler in Berlin und Leipzig sowie als Radiosprecher wechselte er zum Studium der Medizin. Dieses Studium absolvierte er von 1952 bis 1958 an der Universität Leipzig und arbeitete ab 1962 als Klinikarzt in Greifswald. Schon frühzeitig beschäftigte er sich mit der Phoniatrie und habilitierte sich 1969 an der Universität Greifswald mit einer Arbeit über Stimmstörungen bei Sprechberufen. Anschließend arbeitete er als Arzt für Stimmheilkunde in Neuruppin. Nach langen Versuchen wurde ihm 1976 die Ausreise aus der DDR gestattet. Seine Erlebnisse in diesem Zusammenhang dokumentierte er 1978 in einer Buchveröffentlichung. Er zog nach Heidelberg, praktizierte dort als HNO-Arzt und lehrte als Professor an der Universität Heidelberg vor allem Phoniatrie. Zu Beginn seines Ruhestands gründete er in Bad Rappenau eine phoniatrische Klinik und leitete diese als Chefarzt.
Im Jahre 1999 wurde ihm das Bundesverdienstkreuz verliehen.

## Veröffentlichungen (Auswahl)
- Die Berufsdysphonie. Nosologie der Stimmstörungen in Sprechberufen unter besonderer Berücksichtigung der sogenannten Lehrerkrankheit. Thieme, Leipzig 1970 (= Habilitationsschrift Universität Greifswald).
- Die Behandlung der gestörten Sprechstimme. Kommunikative Stimmtherapie. Kritik, Theorie, Praxis. Fischer, Stuttgart 1972, ISBN 3-437-10478-0.
- Mein Kind lernt sprechen. Eine Anleitung für junge Eltern zur Verhütung von Stimm- und Sprachstörungen bei Kindern. 2. Aufl. (= Beiträge zum Sonderschulwesen, Bd. 20). Verlag Volk u. Gesundheit, Berlin 1974.
- Entlassung aus der Staatsbürgerschaft. Eine Dokumentation. Ullstein, Berlin 1978, ISBN 3-550-07378-X.
- Einführung in die Praxis der Logopädie (= Rehabilitation und Prävention, Bd. 14). Springer, Berlin 1981, ISBN 3-540-10599-9.
- Heiserkeit und Stimmschwäche. Ein Leitfaden zur Selbsthilfe, wenn die Stimme versagt. Fischer, Stuttgart 1983, ISBN 3-437-00384-4 (4. Aufl. 1995, ISBN 3-437-00830-7).
- (Hrsg.): Aktuelle Probleme der Stimmtherapie. Fischer, Stuttgart 1987, ISBN 3-437-11123-X.
- (Hrsg.): Die Krankheit der Stimme – die Stimme der Krankheit. Fischer, Stuttgart 1991, ISBN 3-437-00648-7.
- Phänomen Stimme. Reinhardt, München 1994, ISBN 3-497-01339-0.
- (Hrsg.): Die Ausdruckswelt der Stimme. Hüthig, Stuttgart 1998, ISBN 3-7785-2700-2.
- (Mitarb.): Stimmen hören. Röhrig, St. Ingbert 2000, ISBN 3-86110-248-X.

Festschrift
- Geert Lotzmann (Hrsg.): Nonverbale und verbale Ausdrucksgestaltung in der Behandlung von Sprech-, Sprach- und Hörstörungen. Horst Gundermann zu seinem 60. Geburtstag am 6. Mai 1982. Beltz, Weinheim 1982, ISBN 3-407-58164-5.